# Hal Varian
Hal Ronald Varian (Wooster, 18 marzo 1947) è un economista statunitense specializzato in microeconomia ed economia dell'informazione.
Attualmente è in aspettativa presso l'Università della California e presso la Berkeley School of Information, e lavora per Google dal 2002.
È autore di importanti testi di economia come Intermediate Microeconomics e Microeconomic Analysis, ed insieme a Carl Shapiro, ha scritto Information Rules: A Strategic Guide to the Network Economy e The Economics of Information Technology: An Introduction. È Chief Economist di Google.
Ha insegnato presso la facoltà di economia dell'Università di Siena negli anni 90.
Varian pubblica regolarmente articoli per il New York Times e per il Wall Street Journal.